# Живи и пусти друге да умру
Живи и пусти друге да умру (енгл. Live and Let Die) је шпијунски филм из 1973. године и осми у серији Џејмс Бонд британског продуцента Eon Productions-а и први у ком глуми Роџер Мур као измишљени агент MI6-а, Џејмс Бонд. Филм је режирао Гај Хамилтон и продуцирали су га Алберт Броколи и Хари Залцман, док је сценарио написао Том Манкевиц. Иако су се продуценти обратили Шону Конерију да се врати након његове улоге у претходном филму о Бонду, Дијаманти су вечни, он је то одбио, што је изазвало потрагу за новим глумцем који би играо Бонда; Мур је потписан за главну улогу.
Филм је темељен на истоименом роману из 1954. Ијана Флеминга. Прича говори о наркобосу из Харлема познатом као господин Биг који планира бесплатно дистрибуирати две тоне хероина како би угасио супарничке наркобароне, а затим постао снабдевач монопола. Откривено је да је господин Биг алтер его доктора Кананге, корумпираног карипског диктатора, који влада Сан Моником, измишљеним острвом на коме се тајно узгаја опијумски мак. Бонд истражује смрт тројице британских агената, што га води до Кананге, а он је ускоро заробљен у свету гангстера и вудуа док се бори да заустави шему наркобарона.
Филм је издат током врхунца ере блексплоатације, а у филму су приказани многи архетипови и клишеи блексплоације, укључујући погрдне расне епитете („honky”), црне гангстере и макроекономске аутомобиле. Одступа од досадашњих радња филмова о Џејмсу Бонду о мегаломанским суперзликовцима и уместо тога се фокусира на трговину дрогом, уобичајену тему филмова о злоупотреби тог доба. Смештен је у афроамеричке културне центре попут Харлема и Њу Орлеанса, као и на Карипска острва. То је уједно био и први филм о Џејмсу Бонду са афроамеричком Бондовом девојком која је романтично повезана са 007, Роузи Карвер, коју је глумила Глорија Хендри. Филм је био успешан на благајнама и добио је углавном позитивне критике критичара. Његова насловна песма, коју су написали Пол и Линда Макартни, а извела је њихова група Wings, такође је номинована за Оскара за најбољу оригиналну песму.

## Радња
Три агента MI6-а убијена су под мистериозним околностима у року од 24 сата у седишту Организације уједињених нација у Њујорку, у Њу Орлеансу, и малом карипском граду Сан Монику, док прате операције острвског диктатора, др Кананге. Џејмс Бонд, агент 007, послат је у Њујорк на истрагу. Кананга је такође у Њујорку, у посети Уједињеним нацијама. Након што Бонд стигне, његовог возача је убио Шаптач, један од Канангиних људи, док је одвео Бонда до Феликса Лајтера из Ције. Бонд је скоро погинуо у саобраћајној несрећи која је уследила.
Регистарске таблице убице води Бонда у Харлем где упознаје господина Бига, мафијашког шефа који води ланац ресторана широм Сједињених Држава, али он и Ција не разумеју зашто најмоћнији црни гангстер у Њујорку ради са неважним вођом острва. Бонд упознаје Солитер, прелепу читатељку тарота који има моћ Обеје и може видети и будућност и удаљене догађаје у садашњости. Господин Биг захтева да његови послушници убију Бонда, али Бонд их савлада и побегне уз помоћ агента Ције, Стратера. Бонд лети за Сан Моник, где упознаје Роузи Карвер, локалну агенткињу Ције. Састају се са Бондиним савезником, Кварелом Млађим, који их води чамцем у близини Солитерине куће. Када Бонд сумња да је Роузи двоструки агент Кананге, она покушава побећи, али је Кананга даљински убија. Бонд затим користи наслагани шпил тарот карата на којима су приказани само „љубавници” да превари Солитер да помисли да је судбина намењена њима; Бонд је тада заводи. Изгубивши невиност и самим тим способност предвиђања будућности, Солитер схвата да ће је Кананга убити, па пристаје на сарадњу са Бондом.
Бонд и Солитер беже бродом и одлете у Њу Орлеанс. Тамо, Бонда заробљава господин Биг, који себи уклања протетичко лице и открива се као Кананга. Он је производио хероин и штити поља мака искориштавајући страх мештана Сан Моника од вуду свештеника барона Самедија, као и окултног. Као господин Биг, Кананга планира бесплатно дистрибуирати хероин у својим ресторанима, што ће повећати број зависника. Он намерава да други дилери дроге банкротирају због његовог поклона, а затим касније наплати високе цене свог хероина како би искористио огромну зависност од дрога коју је гајио.
Љут на њу због секса са Бондом и због тога што јој способност читања тарот карата више није на располагању, Кананга предаје Солитер барону Самедију на жртву. Канангини послушници, једноруки Ти Хи и Адам са јакном од твида, остављају Бонда да га поједу крокодили на његовој фарми у дубоком југу. Бонд бежи тако што трчи уз леђа животиња на сигурно. Након што је запалио лабораторију за наркотике, он краде глисер и бежи, прате га Канангини људи по Адамовом наређењу, као и шериф Џеј-Даблју Пепер и Државна полиција Луизијане. Већина прогонитеља бива уништена или остављена, а Адам не преживљава Бондов напад.
Бонд путује у Сан Монику и поставља темпирани експлозив по пољима мака. Он спашава Солитер од вуду жртве и баца Самедија у ковчег отровних змија. Бонд и Солитер беже испод земље у Канангину јазбину. Кананга их обоје хвата и наставља да их спушта у резервоар за ајкуле. Међутим, Бонд бежи и приморава Канангу да прогута куглу компримованог гаса која се користи у оружју за ајкуле, изазивајући његово тело да се надува и експлодира.
Лајтер ставља Бонда и Солитер у возу који напушта земљу. Ти Хи се ушуња и покушава да убије Бонда, али Бонд му пресече жице протетске руке и баци га кроз прозор. Како се филм завршава, откриће се да се смејући Самеди налази испред воза.

## Улоге
| Глумац         | Улога                     |
| -------------- | ------------------------- |
| Роџер Мур      | Џејмс Бонд                |
| Бернард Ли     | M                         |
| Лоис Максвел   | госпођица Манипени        |
| Дејвид Хедисон | Феликс Лајтер             |
| Јафет Кото     | др Кананга / Господин Биг |
| Џејн Симор     | Солитер                   |
| Клифтон Џејмс  | Шериф Џеј Даблју Пепер    |
| Џулијус Харис  | Ти Хи Џонсон              |
| Џефри Холдер   | Барон Самеди              |
| Глорија Хендри | Роузи Карвер              |
| Рој Стуарт     | Кворел Млађи              |
| Мадлен Смит    | Гђица Карусо              |

## Продукција
Живи и пусти друге да умру био је први филм за који музику није написао Џон Бери (енгл. John Barry), него Џорџ Мартин (енгл. George Martin), а први се пут појављује измишљена земља (то ће се поновити у филму Дозвола за убиство). Осим тога, то је једини филм у којем Бонд извршава политичко убиство, будући да је лик Кананге којег је убио, вођа државе. Први је и по томе што се Кју (енгл. Q) није појавио, иако се спомиње у једној од првих сцена кад госпођица Манипени даје Бонду његову једину направу, посебно измењени подводни сат Ролекс са хипермагнетним особинама и окрећућим бридом. Кју се појављује и у филму Доктор Но, иако га није глумио Дезмонд Луелин (енгл. Desmond Llewelyn), а не обраћају му се с Кју него његовим правим именом, Ботројд.
Кад су Броколи и Салцман хтели заменити Шона Конерија, прво су одлучили да неће ангажовати другог глумца него неког из оружаних снага. Тако се у многим војним часописима појавила реклама са реченицом: „Are you 007?“ (Да ли сте 007?) Ова идеја је после одбачена након што је приговорило британско друштво глумаца „Equity“ и затражило да се престане с тим.
До 1972. Броколи и Салцман су испробавали многе глумце за главну улогу, од којих су најпознатији били Џулијан Гловер (касније негативац у филму из 1981, Само за твоје очи), Џон Гавин (енгл. John Gavin), Џереми Брет (енгл. Jeremy Brett) и Мајкл Билингтон (енгл. Michael Billington) који је на крају изгубио улогу од Роџера Мура. Касније је Билингтон био главна замена за Мура, а 1977. се појавио у филму Шпијун који ме волео као негативац којег убијају у уводном делу.
Мур је био један од кандидата за улогу Бонда после филма Само двапут се живи, али брзо је испао из конкуренције јер је већ био популаран у улози Сајмона Темплара у телевизијској серији Светац.
Живи и пусти друге да умру означио је и појављивање прве афроамеричке Бонд девојке Роузи Карвер (енгл. Rosie Carver) (коју је глумила Глорија Хендри (енгл. Gloria Hendry)). Кад је филм објављен у Јужној Африци, исечене су сцене у филму с Глоријом Хендри и Роџером Муром јер је влада забрањивала међурасне односе због апартхејда.
Продуценти су се потрудили да се Џејмс Бонд ког глуми Роџер Мур доста разликује од оног којег је прославио Шон Конери, можда да би се избегла поређења са Џорџом Лејзенбијем (енгл. George Lazenby). На пример: Муров Џејмс Бонд никада не наручује вотку мартини, пије бурбон виски, Муров Бонд не носи шешир, пуши цигаре, не цигарете.

### Филмска места
- Лондон, Енглеска
- Њу Орлеанс, Луизијана
- Сен Моник, Јамајка
- Њујорк, Њујорк

### Места снимања
- Пајнвуд студиос
- Јамајка
- Хотел Сан Сочи Лидо
- Њујорк Сити

### Избор глумаца
У филму се први пут појављује шериф из Луизијане Џ. В. Пепер (енгл. J.W. Pepper) (глуми га Клифтон Џејмс (енгл. Clifton James) који ће после поновити улогу у филму Човек са златним пиштољем. Био је то и први филм с Дејвидом Хедисоном (енгл. David Hedison) у улози Феликса Лајтера који ће се касније појавити у филму Дозвола за убиство. Ниједан други глумац није глумио Лајтера више од једном осим Џефрија Рајта.
Јамајкански агент Кворел млађи је син Кворела из филма Доктор Но. Кворел се у низу романа први пут појавио у роману Живи и пусти друге да умру, а умро је у доктор Ноу.
Медлајн Смит (енгл. Madeline Smith), која је глумила прекрасну италијанску агенткињу госпођицу Карузо која се налази с Бондом у кревету на почетку филма, препоручио је Роџер Мур након што је радила с њим на телевизији. Смитова је рекла како је Мур био изразито пристојан на снимању, али се осећала непријатно с њим, обучена само у плави бикини, будући да је Мурова жена била на снимању.

### Снимање
Редитељу се толико свидела каскадерски призор прескакања преко алигатора да је главног негативца назвао по каскадеру који је то извео, Росу Кананги (енгл. Ross Kananga), власнику салаша алигатора где је снимљен призор. У једном понављању призора, последњи алигатор је дохватио Канангину потколеницу поцепавши му панталоне.
За призор са алигаторима Мур је предложио да носи ципеле од алигаторске коже. Бондов глисер који у призору прескаче преко рукавца реке ненамерно је поставио Гинисов светски рекорд у то време.

## Вуду
Био је ово први и досада једини Бонд филм који се бавио надреалним. Иако постоје неке индикације да је Барун Самеди једноставно илузиониста и шоумен, а да се његово „ускрснуће“ након пада у провалију пуну змија може објаснити триком. Солитерине психолошке способности је много теже логички објаснити.

## Возила и направе
- Магнетни сат (подводни Ролекс) — Бонду доноси гђица Манипени са Кјуовог одела. Укључен, исијава снажно магнетско поље. У теорији, Бонд тврди како може чак скренути метак, иако у стварности на метке магнетско поље нема ефекта.
- Детектор прислушкивача — Бонд користи мали уређај којим може претражити собу у потрази за електронским микрофонима.
- Гластрон глисери — коришћени у трци бродова у Луизијани.